# 張振之
張振之（1528年—1584年），字仲起，號起潜，直隸太倉州（今江蘇省太倉市）人。明朝政治人物。

## 生平
嘉靖三十七年（1558年）戊午科應天府鄉試第六十一名。嘉靖三十八年（1559年），登己未科第三甲第二百零七名進士。吏部观政，授浙江處州府推官。四十三年七月选授浙江道监察御史，巡按直隶，条陈漕运八事。以考察降调临清州判官，遷广信府通判、撫州府同知，历任南京兵部车驾司、职方司员外郎、南京吏部文选司郎中，出任江西吉安府知府，因患病擅自辞官被革职。萬曆十一年（1583年）起复撫州知府，调任杭州府知府。十二年三月升官至浙江按察使司副使，兵备温处道，十月获准致仕。卒年五十七。

## 著作
著有《理学辨》、《巡倉奏議》、《詒清堂集》。

## 家族
曾祖張繼芳；祖父張傑；父張士鏜，號東林；母郁氏。严侍下。兄张抚之。